# Галстян, Овик Саргисович
Овик Саргисович Галстян (род. 7 сентября 1976, Ленинакан) — украинский футболист, нападающий

## Игровая карьера
В футбол начал играть в ДЮСШ (Ленинакан). Первый тренер — Ф. Адамян. В 1990 году с семьёй переехал в Николаев где продолжил обучение в СДЮШОР «Торпедо».
Первой взрослой командой для Овика стал «Эвис». В главной команде города Галстян дебютировал 17 апреля 1994 года в игре с клубом «Карпаты» (Мукачево) — 2:0. С сезоне 1993/94 выходил в основном на замену, сыграл в 8 матчах. Команда по итогам турнира завоевала право выступать в высшей лиге чемпионата Украины. Дебют Галстяна в высшей лиге состоялся 19 августа 1994 года в игре с донецким «Шахтёром» — 1:6. В том сезоне Овик вместе с Андреем Берегулей были самыми молодыми игроками в составе «корабелов». За шесть лет, проведённых в команде, Галстяну так и не удалось стать полноценным игроком основного состава. Из 89 сыгранных матчей лишь 13 нападающий провёл на поле с первой до последней минуты. В 1999 году после конфликта с тренерским штабом николаевцев уходит из команды.
Карьеру продолжил в перволиговом «Торпедо» (Запорожье). В первом круге чемпионата забивает 11 голов в 15 матчах, что выводит его в число лучших бомбардиров первой лиги. Но успех Овика был не долгим. Запорожская команда расформировывается. Галстян остаётся без клуба.
Некоторое время самостоятельно тренировался в Николаеве. В феврале отправился в Россию в Смоленск, около месяца поработал с «Кристаллом», с командой прошёл сборы в Хорватии, но перед самым подписанием контракта получил приглашение играть недалеко от родного города — в Одессе.
«Черноморец», на тот момент — аутсайдер высшей украинской лиги, весь второй круг боролся за выживание. Галстян в семи матчах выходил на замену, поразив ворота соперников лишь однажды. Его гол кировоградской «Звезде» принёс победу «морякам» — 1:0. Ещё восемь матчей сыграл Овик за фарм-клуб одесситов в первой лиге, но и тут забит был всего 1 гол. В итоге с 12 голами в списке бомбардиров первой лиги Галстян занял лишь шестое место.
По окончании чемпионата Галстян покинул Одессу. Три сезона играл в высшем дивизионе Молдавии за «Агро». В этот период в молдавской команде выступал также знакомый по «Николаеву» Андрей Берегуля.
После возвращения на Украину, играл за любительские клубы Николаевской области. В составе «Водника» — бронзовый призёр любительского чемпионата Украины 2002 года. В составе «Торпедо» — серебряный (2008, 2009) и бронзовый (2011) призёр любительского чемпионата, финалист (2007) любительского Кубка Украины, чемпион (2005, 2006, 2008, 2010, 2011, 2013) и обладатель Кубка области (2011, 2012).